# Miss Fury
Miss Fury (Mulher Pantera no Brasil) é uma super-heroína da Era de ouro das histórias em quadrinhos americanas. Ela apareceu pela primeira vez em The Black Fury , uma tira dominical distribuída pelo Bell Syndicate e criada pela artista June Tarpé Mills (assinando como Tarpé Mills), lançada em em 6 de abril de 1941. Em novembro de 1941, a tira foi renomeada para Miss Fury.
A obra é notável por apresentar a primeira super-heroína criada por uma mulher, sendo um marco histórico nas histórias em quadrinhos americanas. De acordo com a legislação norte-americana, a personagem se encontra atualmente em domínio público.

### Visão geral

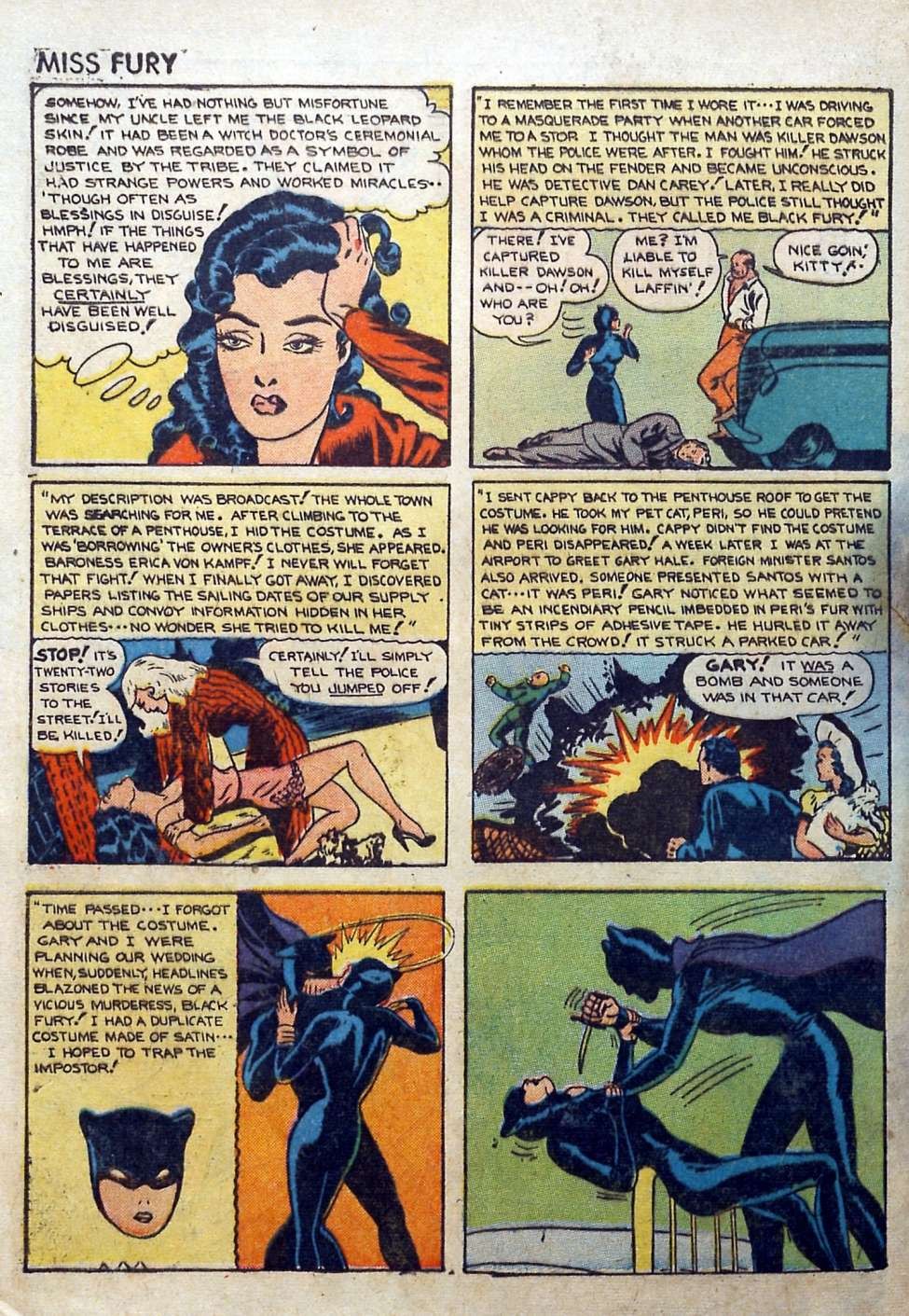
Tira remontada pela Timely Comics em Miss Fury #2, arte de Tarpé Mills

A verdadeira identidade da personagem é a rica socialite Marla Drake. Ela não possui superpoderes inatos, mas adquire força e velocidade aumentadas ao vestir um traje especial colado ao corpo. A pele de pantera usada para confeccionar o traje foi deixada para ela por seu tio, que disse ter sido usada por um feiticeiro africano em cerimônias de vodu.
Miss Fury enfrenta vários vilões recorrentes, incluindo o cientista louco Diman Saraf e os agentes nazistas Baronesa Erica von Kampf e General Bruno. Marla também se envolve em um triângulo amoroso com seu ex-noivo, Gary Hale, e o detetive Dan Carey. Uma figura complexa, Marla não parece gostar de ser uma super-heroína, ressentindo-se da necessidade de uma identidade secreta e do perigo que isso traz. Ela às vezes é acompanhada por um brasileiro albino chamado Albino Joe.
Embora Miss Fury fosse popular, os trajes reveladores usados pelas personagens femininas causaram polêmica na época. Quando Marla Drake foi desenhada usando um biquíni em 1947, 37 jornais cancelaram a publicação da tira. A tira Miss Fury continuou até 1952.
A Marvel Comics (então chamada Timely Comics) republicou suas tiras dominicais adaptadas no formato de revista em quadrinhos, lançando oito edições de 1942 a 1945. A Avon Publications também republicou uma história na edição 6 de The Saint (abril de 1949), revista do personagem de mesmo nome criado por Leslie Charteris.
Em 1979, a Archival Press relançou as primeiras aventuras da heroína no formato livro, com uma nova capa de Mills. Em 2011, a o selo Library of American Comics, da IDW, publicou uma coletânea de tiras cobrindo o período de 1944 a 1949, seguida por outro volume em 2013 contendo as tiras de 1941 a 1944.

### Outras Aparições
A Miss Fury de Tarpé Mills foi revivida em uma minissérie de quatro edições publicada em 1991 pela Adventure Comics (um selo da Malibu Comics). Nessa versão, Marlene Hale encontra um traje de gato no sótão da família e o veste como fantasia de Halloween, acabando por salvar uma adolescente de um traficante de drogas. Seu avô, Dan Carey, revela que ela é neta da Miss Fury original. Paralelamente, surge uma versão encapuzada e armada da heroína, chamada Black Fury, que extorque traficantes e comete assassinatos. Ao mesmo tempo, a tia de Marlene, Stephanie (filha de Erika von Kampf e Dan Carey), também adota uma versão diferente da persona de Miss Fury. Suspeitando uma da outra, as duas acabam lutando e caindo em um tanque de produtos químicos. Mais tarde, Marlene derrota Stephanie, que cede o manto de Miss Fury para ela, percebendo que a Black Fury deve ser outra pessoa. Marlene então rastreia e derrota a verdadeira Black Fury, que se revela ser o traficante que ela enfrentou originalmente.
Essa nova versão de Miss Fury, agora com força e agressividade aumentadas devido à exposição aos produtos químicos, retorna nas edições 10–12 da série Protectors, da Malibu Comics. A Black Fury sequestra o neto do presidente Brian O'Brien (antigo herói Clock), e Miss Fury auxilia os Protectors no resgate. Ela continua a aparecer na série até seu final, na edição #20, em 1994.
A Miss Fury original fez uma breve aparição em 2008, quando a Marvel Comics lançou a série The Twelve, onde foi mostrada como parte de um exército de heróis fantasiados dos anos 1940 invadindo Berlim nos últimos dias da Segunda Guerra Mundial.
Em novembro de 2012, a versão da Era de Ouro de Miss Fury apareceu na minissérie de oito edições Masks, da Dynamite Entertainment, onde se uniu a outros heróis de quadrinhos e revistas pulp, como Zorro, Sombra e o Besouro Verde, para combater o vilão Party of Justice.
Em abril de 2013, a Dynamite começou a publicar uma nova série de quadrinhos com uma versão atualizada de Miss Fury, que durou 11 edições até 2014. As histórias foram coletadas em Miss Fury: Anger is an Energy e Miss Fury: Walk Through the Valley. Durante o mesmo período, a personagem apareceu na minissérie Noir, ao lado de The Sparrow (de The Shadow), coletada em Noir: The Mohawk Templar.
Em 2015, Miss Fury retornou em Swords of Sorrow: Miss Fury and Lady Rawhide, uma minissérie de seis edições, seguida por Swords of Sorrow e sua sequência de seis edições, Masks 2. Um segundo volume da série Miss Fury, intitulado Miss Fury: The Minor Key, foi publicado em seis edições em 2016.
Uma terceira minissérie, Miss Fury: Joy Division, foi anunciada para lançamento em outubro de 2018, depois adiada para setembro de 2019 e, finalmente, programada para o início de 2021 como um volume encadernado após uma campanha bem-sucedida no Indiegogo. Essa nova versão foi escrita e ilustrada por Billy Tucci e Maria Laura Sanapo.
Em 2020–2021, Miss Fury apareceu em Die!namite como uma idosa em uma casa de repouso nos dias atuais, que volta a vestir seu traje devido a um surto de zumbis.
Ela também se junta ao Besouro Verde em uma nova série escrita por Alex Segura e Henry Barajas, com arte de Federico Sorressa.